# (3500) Kobayashi
(3500) Kobayashi ist ein Asteroid des Hauptgürtels, der am 18. September 1919 vom deutschen Astronomen Karl Wilhelm Reinmuth an der Landessternwarte Heidelberg-Königstuhl (IAU-Code 024) entdeckt wurde.
Der Asteroid ist nach dem japanischen Amateurastronomen Takao Kobayashi benannt, der einen Großteil seiner Freizeit in die Koordinierung und Verifizierung der von anderen japanischen Amateurastronomen gesammelten Asteroidendaten investiert.